# 2275 Cuitlahuac
2275 Cuitlahuac је астероид главног астероидног појаса чија средња удаљеност од Сунца износи 2,296 астрономских јединица (АЈ).
Апсолутна магнитуда астероида је 13,2.